# 4 червня
4 червня — 155-й день року (156-й в високосного року) в григоріанському календарі. До кінця року залишається 210 днів.

## Свята і пам'ятні дні

### Міжнародні
- ООН: Міжнародний день дітей-жертв агресії
- ООН: Міжнародний день боротьби з карієсом

### Національні
- Україна: День працівників водного господарства (відзначається щорічно згідно з Указом Президента № 226/03 від 18 березня 2003 р.)
- Україна: День працівників місцевої промисловості (відзначається щорічно згідно з Указом Президента № 726/02 від 20 серпня 2002 р.)
- Україна: День вшанування пам'яті дітей, які загинули внаслідок збройної агресії Російської Федерації проти України (відзначається щорічно згідно з Постановою Верховної Ради України № 5343 від 01.06.2021).
- Тонга: Національне свято Королівства Тонга. День проголошення Незалежності (1970)
- Нідерланди: День бабусь і дідусів, прабабусь та прадідусів. (Opa en Oma Dag)(2004)
- Молдова: День банківського працівника. (1991)
- Казахстан: День державних символів.
- Фінляндія: День пам'яті Карла Густава Еміля Маннергейма і День прапора фінських сил оборони.
- Угорщина: День національної єдності.
- Естонія: День національного прапора.
- Гана: День пам'яті перевороту 1979 року.
- Киргизстан: День поминання.

### Релігійні

#### Християнство
- День Святого Оптатуса.

 Католицька церква:
- День Святого Франциска Караччоло.

 Православна церква:
- Святителя Митрофана, патріарха Константинопольського.
- Мучеників Фронтасія, Северина, Северіана і Силана.
- Мученика Конкордія.
- Священномученика Астія, єпископа Диррахійського.
- Преподобного Зосими, єпископа Вавилона Єгипетського.

### Іменини
- ✙ Православні:
- ✝  Католицькі: Карл, Франциск

## Події
- 907 — завершення періоду правління в Китаї династії Тан
- 1070 — перша письмова згадка про сир Рокфор
- 1286 — Королівство Єрусалимське було об'єднане під владою короля Кіпра Генріха II
- 1500 — Київ, згідно з Магдебурзьким правом, був звільнений від усіх торгових мит
- 1630 — Тарас Трясило під Переяславом розгромив польські урядові війська на чолі з Конецпольським
- 1664 — Новий Амстердам перейменували на Нью-Йорк
- 1665 — Іспанська королева Марія Анна Австрійська (Mariana de Austria) підписала указ про перейменування Розбійничих островів (так названих Фернаном Магелланом) на Маріанські
- 1771 — Дансько-норвезький мореплавець Вітус Йонас Беринг відкрив Аляску
- 1775 — 4-5 червня (за іншими даними 15-16 червня) за наказом Катерини II російські війська під командуванням генерала П.Текелі зруйнували Запорізьку Січ
- 1865 — в американському штаті Огайо скоєно перше в історії пограбування поїзда
- 1874 — відбулися перші загальні збори Товариства ім. Т. Г. Шевченка
- 1921 — у Франції вперше представлено парфуми «Шанель» («Chanel № 5»)
- 1942 — почалась битва за атол Мідуей, одна з найвидатніших битв 2-ї Світової війни
- 1944 — частини 5-ї армії США війська вступили до Рима
- 1946 — Хуан Перон став президентом Аргентини
- 1954 — Прем'єр-міністри Франції та В'єтнаму Жозеф Ланьєль і Буу Лок підписали у Парижі договір «про повну незалежність В'єтнаму»
- 1973 — новітній радянський надзвуковий пасажирський літак Ту-144 потерпів катастрофу під час демонстративного польоту на авіасалоні в Ле Бурже. Літак загорівся в повітрі, впав і вибухнув, весь екіпаж загинув.
- 1989 — акція протесту на майдані Тяньаньмень в столиці Китаю, Пекіні, була жорстоко придушена танками, загинуло сотні громадян.
- 1989 — залізнична катастрофа біля Уфи — найбільша в СРСР. Під час проходження двох пасажирських потягів відбувся вибух паливно-повітряної суміші, яка утворилася в результаті аварії на трубопроводі, що проходив за 900 метрів. Загинуло 575 чоловік (за іншими даними — 645), поранено понад 600
- 1992 — Дата прийняття герба Казахстану
- 1996 — перший політ Ariane 5. Ракета-носій вибухнула через 37 секунд.
- 2014 — Офіційна дата заснування 25-ого окремого мотопіхотного батальйону «Київська Русь»

## Народились
Дивись також Категорія:Народились 4 червня
- 470 до н. е. — Сократ, грецький філософ (†399 до н. е.).
- 1615 — Дюге Гаспар (Пуссен), італійський художник-пейзажист французького походження, представник бароко.
- 1694 — Франсуа Кене, французький економіст (†1774).
- 1704 — Бенджамін Хунцман, англійський винахідник (†1776).
- 1738 — Георг III, Король Великої Британії (†1820).
- 1744 — Патрік Фергюсон, шотландський офіцер і автор проекту казнозарядної гвинтівки (†1780).
- 1801 — сер Джеймс Пеннеторн, англійський архітектор (†1871).
- 1807 — Михайло Козакович, поет, член гуртка «Руська трійця» (†1877).
- 1848 — Кароль Лянцкоронський, польський мистецтвознавець, колекціонер, письменник (†1933).
- 1863 — Владислав Городецький, український архітектор польського походження, автор «Будинку з химерами» та костелу Святого Миколая у Києві
- 1877 — Михайло Панін, український живописець (†1963).
- 1879 — Алла Назімова, американська акторка театру та кіно.
- 1889 — Бено Гутенберг, німецький сейсмолог.
- 1907 — Розалінд Расселл, американська акторка (†1976).
- 1907 — Кирило Діденко, український скульптор (†1984).
- 1909 — Олександр Ільченко, український письменник, сценарист.
- 1910 — Крістофер Кокерелл, англійський винахідник, конструктор судна на повітряній подушці.
- 1916 — Роберт Ферчготт, американський біохімік, лауреат Нобелівської премії з фізіології та медицини 1998 року.
- 1929 — Каролос Папуліас, грецький політик.
- 1941 — Василь Литвин, український кобзар.
- 1941 — Клаус Міхаель Грюбер, німецький оперний режисер і актор.
- 1956 — Гейко Марко Степанович (Марко Гейко), український живописець (†2009).
- 1966 — Чечілія Бартолі, італійська співачка.
- 1966 — Нік Кіпреос, канадський хокеїст.
- 1975 — Анджеліна Джолі, американська акторка.
- 1976 — В'ячеслав Кернозенко, український футболіст.
- 1978 — Костянтин Калмиков, український хокеїст.
- 1985 — Еван Лайсачек, американський фігурист.
- 1985 — Лукас Подольскі, німецький футболіст.
- 1988 — Олександр Петраківський, український офіцер, учасник російсько-української війни. Герой України.

## Померли
Дивись також Категорія:Померли 4 червня
- 1615 — Тойотомі Хідейорі, самурайський полководець.
- 1680 — Токуґава Ієцуна, 4-й сьоґун сьоґунату Едо.
- 1769 — Антоніо Гаї, венеційський скульптор.
- 1798 — Джакомо Казано́ва, італійський авантюрист, мандрівник і письменник.
- 1848 — Неофіт Бозвелі, болгарський священик.
- 1869 — Спиридон Литвинович, митрополит Галицький та архиєпископ Львівський, посол і віце-президент Австрійського райхсрату, оборонець прав українців, прихильник поділу Галичини на українську та польську адміністративні одиниці.
- 1872 — Станіслав Монюшко, польський композитор.
- 1875 — Іларіон Макаріопольський, болгарський священник.
- 1876 — Абдул-Азіз, султан Османської імперії.
- 1887 — Альбер-Ернест Карр'є-Беллез, французький скульптор.
- 1934 — Тимофій Раптанов, ерзя-мордовський прозаїк, журналіст.
- 1941 — Вільгельм II Гогенцоллерн, кайзер Німецької імперії та король Пруссії.
- 1953 — Степан Баран, український громадсько-політичний діяч, публіцист, адвокат, дійсний член НТШ.
- 1958 — Гаврил Кацаров, болгарський археолог.
- 1976 — Золтан Латинович, угорський актор театру і кіно.
- 2009 — Лев Броварський, український футболіст і футбольний тренер.
- 2010 — Геннадій Попович, український футболіст, нападник.
- 2011
  - Ліліен Джексон Браун, американська письменниця.
  - Моріс Гаррель, французький актор театру і кіно, засновник акторсько-режисерської династії.
- 2015 — Леонід Плющ, український математик, дисидент, правозахисник.